# Pseudoproscopia onca
Pseudoproscopia onca är en insektsart som beskrevs av Bentos-pereira 2006. Pseudoproscopia onca ingår i släktet Pseudoproscopia och familjen Proscopiidae. Inga underarter finns listade i Catalogue of Life.